# Crataegus invicta
Crataegus invicta är en rosväxtart som beskrevs av Chauncey Delos Beadle. Crataegus invicta ingår i Hagtornssläktet som ingår i familjen rosväxter. Inga underarter finns listade i Catalogue of Life.